# Ante Dorić
Ante Dorić (Split, 31. siječnja 1927. – Split 2. ožujka 2011.), jedan od osnivača Torcide i najveći poznavatelj Hajdukove povijesti. Antu Dorića su zbog njegovog znanja o povijesti smatrali Hajdukovom enciklopedijom, te on surađuje, pomaže i ima jednu od glavnih uloga u stvaranju emisije o stogodišnjici Hajduka, "Glava u balunu". 
Prema Dorićevim riječima glavni idejni začetnik ideje o osnivanju navijačke skupine bio je Bajdo Vukas. Na to su dalmatinski studenti u Zagrebu Vjenceslav Žuvela, Ante Ivanišević (1934. — 2017.), Ante Dorić i još neki su odlučili napraviti spektakl kao na brazilskim stadionima, prema atmosferi koju im je opisao Bajdo Vukas i time dao poticaj.
Ante Dorić pokopan je na splitskom groblju Lovrincu.

## Vanjske poveznice
- Ante Dorić često je znao reći: Samo da doživim Hajdukovih 100 godina, i onda mogu mirno umrit
- Prestalo je kucati hajdučko srce Ante Dorića, jednog od osnivača Torcide